# Дніпропетровська обласна клінічна лікарня імені Іллі Мечникова
Дніпропетровська обласна клінічна лікарня імені І. І. Мечникова  — одна з найстаріших багатопрофільних лікувальних медичних установ України, обласний центр спеціалізованої хірургічної допомоги.

## Історія
Обласна клінічна лікарня імені І. І. Мечникова — один з найстаріших багатопрофільних лікарняних закладів в Україні.
11 травня 1998 їй виповнилося 200 років. До 200-річного ювілею в лікарні створено музей, який свідчить про історію, етапи її розвитку, наукові та практичні досягнення установи.
Архівні документи свідчать про те що, 11 травня 1798 року в місті Катеринославі була заснована Катеринославська губернська лікарня, нині Дніпропетровська обласна клінічна лікарня імені І. І. Мечникова.
У 2018 році в Україні передбачається відзначення на державному рівні пам'ятної дати — 220 років з часу заснування комунального закладу «Дніпропетровська обласна клінічна лікарня імені І. І. Мечникова».(1798).
Історію лікарні можна розділити на кілька періодів:

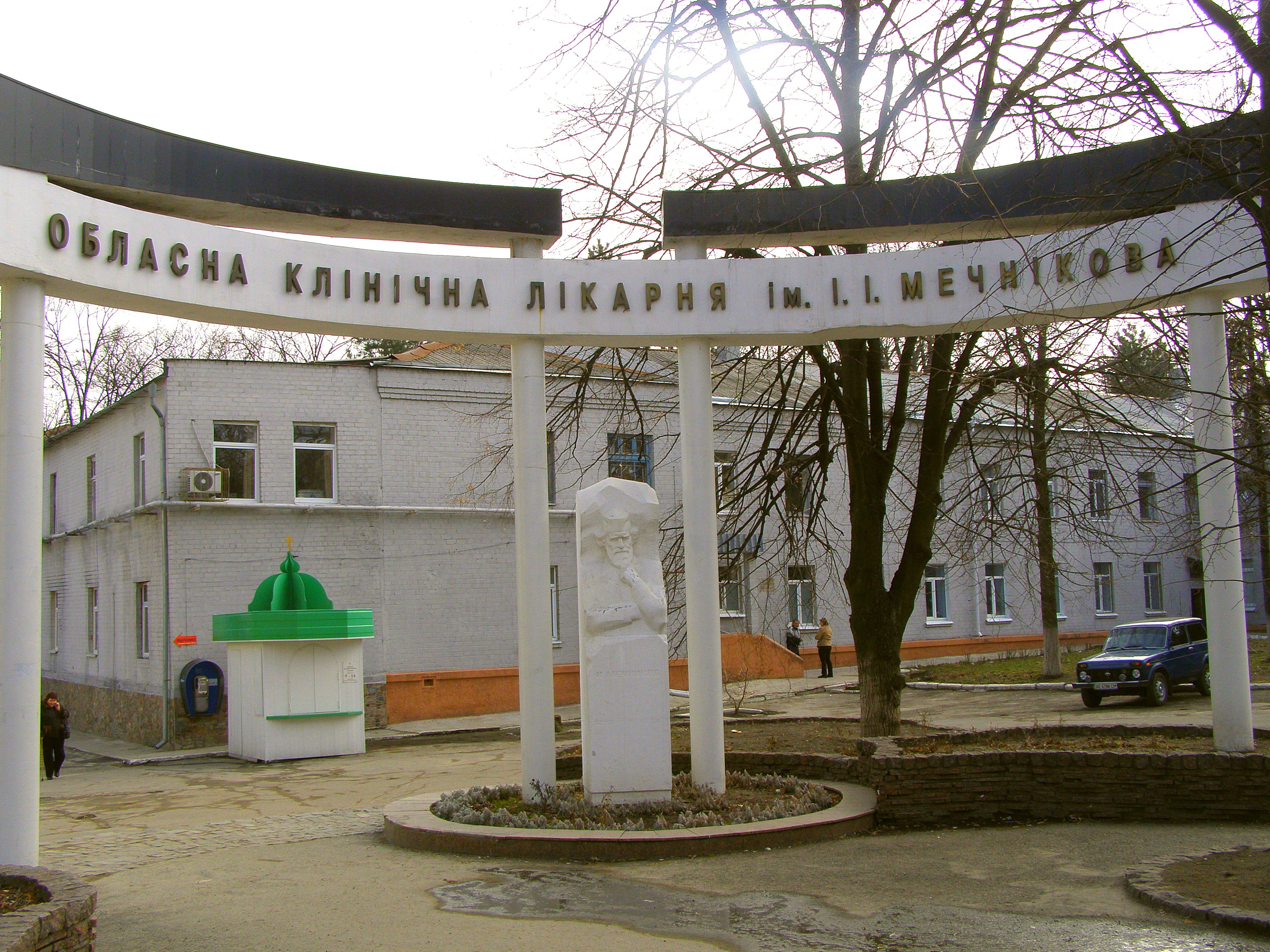
Вхід на територію лікарні

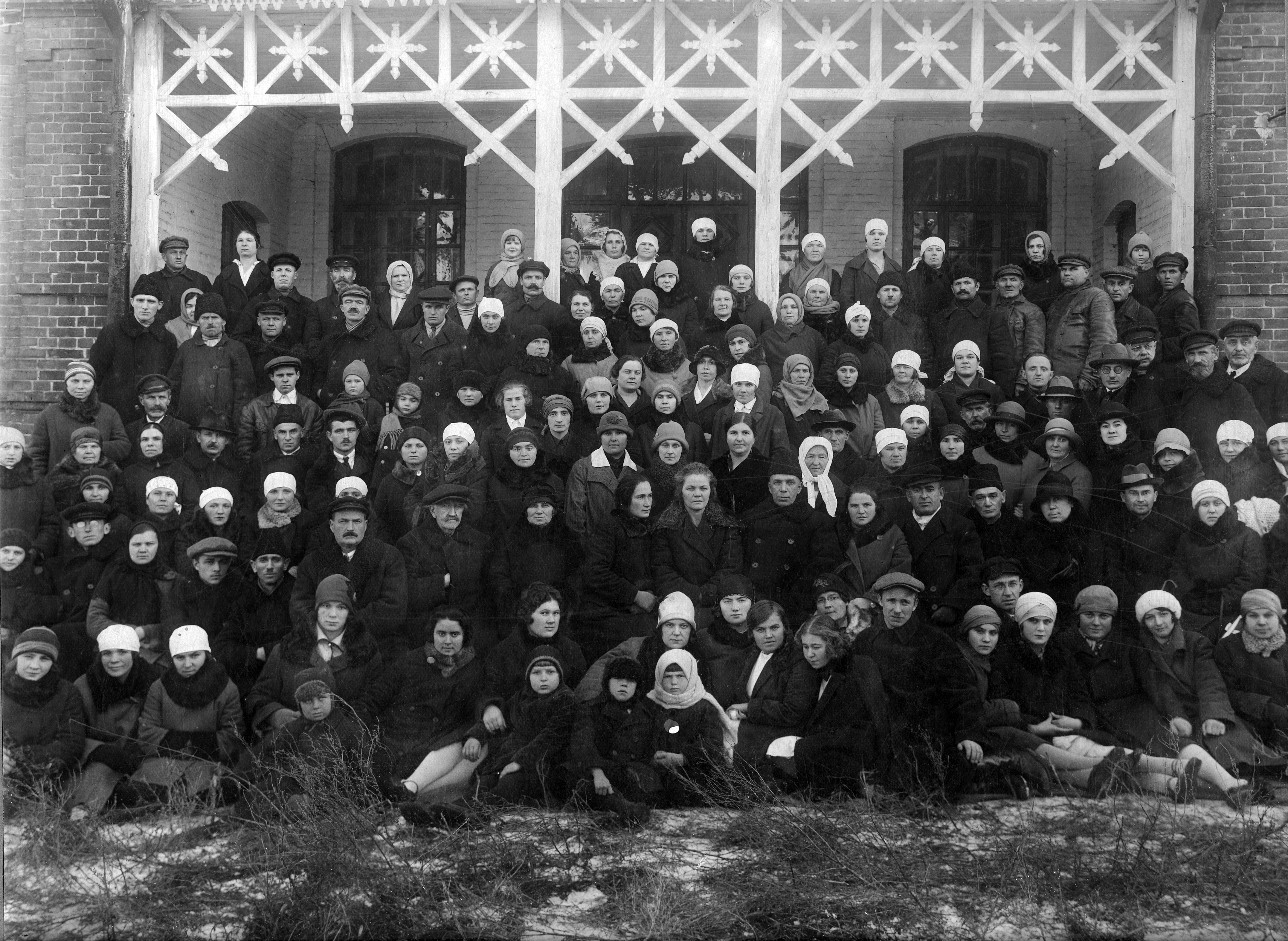
Окрсовбольница (1930, нині — лікарня імені Мечникова в Дніпрі)

- 1 період — 1798—1867 роки. 1787 року на правому березі річки Дніпра було засноване місто Катеринослав. Лікарня місту була потрібна, бо через повені поширювалися спалахи тифу та холери. Лікарню спромоглися організувати лише 1798 року, як «богоугодний заклад» на 30 ліжок з посадою одного лікаря. Через деякий час лікарня отримала статус губернської. 1800 року персонал лікарні збільшився до 8 осіб, ліжок стало вже 50. У 1845 році збудовано нове приміщення лікарні на 240 ліжок. Лікування було платним, що було дуже незручним малозабезпеченим верствам населення Катеринослава. Через це відмови у госпіталізації сягали 70 % від загального числа випадків.

- 2 період — 1867—1917 роки. 1867 року лікарня отримала назву — Катеринославська губернська земська лікарня, оскільки нагляд за роботою лікарні здійснювала Земська управа. 1870 року при лікарні була відкрита Земська фельдшерська школа, яка випускала по 20 фельдшерів щорічно. У 1882—1915 роках в лікарні активно зводилися лікарняні та господарські корпуси, збільшувався обсяг та якість медичної допомоги. У цей період часу почали функціонувати: психіатричне, пологове, офтальмологічне, гінекологічне та жіноче венерологічне відділення, притулок для дітей-сиріт, рентген-відділення та інші.

- 3 період — 1917—1945 роки. 1916 року при лікарні почали діяти Катеринославські Вищі жіночі курси. Після жовтневого перевороту 1917 року на базі Вищих жіночих курсів був створений медичний інститут та від 1918 року на базі відділень лікарні почали працювати кафедри медичного інституту.

Здійснювані соціально — економічні реформи в країні у 1918—1941 роках призвели до зміцнення матеріально-технічної бази, підвищення кваліфікації медичних кадрів, поліпшення якості медичного обслуговування. Під час німецько-радянської війни на базі лікарні був організований евакогоспіталь № 3582. Після звільнення міста колективом лікарні була проведена масштабна робота з її відновлення. У 1945 році в ознаменування 100-ліття з дня народження Мечникова лікарні було присвоєно звання великого українського вченого. 
- 4 період 1945 — донині. Значного розвитку лікарня придбала у повоєнні роки. У наш час лікарня — це значний організаційно-методичний, консультативно — діагностичний та лікувальний центр в області, науково — практична база для 13 кафедр Дніпропетровської державної медичної академії. У 1986 році на будівлі колишнього евакогоспіталю встановлено пам'ятний знак.